# Víctor Jara sinfónico

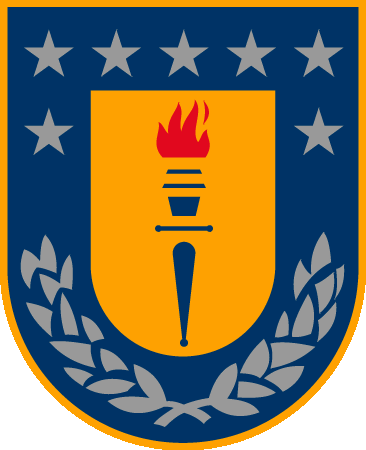
La Orquesta Sinfónica de la Universidad de Concepción al momento del lanzamiento del álbum había cumplido 50 años de vida.

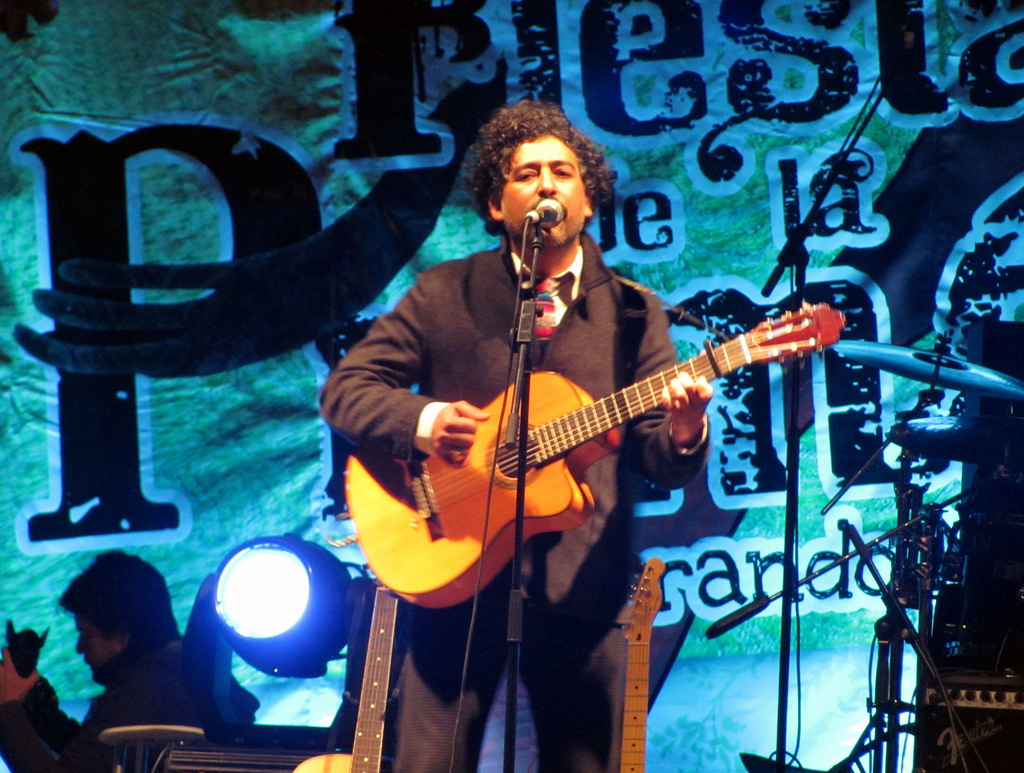
Manuel García, cantautor que interpreta la voz de Víctor Jara.

Víctor Jara sinfónico es un álbum de estudio interpretado por la Orquesta Sinfónica de la Universidad de Concepción, junto con el Coro de la Universidad de Concepción, la voz de Manuel García, bajo la dirección de Guillermo Rifo y con los arreglos musicales del compositor Carlos Zamora, lanzado en diciembre de 2008 y que tributa al cantautor chileno Víctor Jara a través de versiones orquestadas de sus canciones.
Los derechos de autor de las canciones del disco fueron proporcionadas por la Fundación Víctor Jara, y el disco inicialmente fue distribuido a través del Teatro Universidad de Concepción.

## Lista de canciones
El disco está dividido en dos suites, cada una de las cuales posee siete canciones.

Toda la música compuesta por Víctor Jara. 
| Suite N.º 1 |                           |          |  |
| N.º         | Título                    | Duración |  |
| 1.          | «Charagua» (obertura)     | 2:46     |  |
| 2.          | «Te recuerdo Amanda»      | 3:04     |  |
| 3.          | «Cuando voy al trabajo»   | 5:52     |  |
| 4.          | «El cigarrito»            | 1:58     |  |
| 5.          | «Qué saco rogar al cielo» | 2:31     |  |
| 6.          | «Manifiesto»              | 5:07     |  |
| 7.          | «Plegaria a un labrador»  | 3:06     |  |
| 24:24       |                           |          |  |

| Suite N.º 2 |                              |          |  |
| N.º         | Título                       | Duración |  |
| 8.          | «La partida» (preludio)      | 3:22     |  |
| 9.          | «El aparecido»               | 2:41     |  |
| 10.         | «Angelita Huenumán»          | 3:48     |  |
| 11.         | «Paloma quiero contarte»     | 5:30     |  |
| 12.         | «Luchín»                     | 3:22     |  |
| 13.         | «Lo único que tengo»         | 2:58     |  |
| 14.         | «El derecho de vivir en paz» | 4:14     |  |
| 25:55       |                              |          |  |

## Presentaciones anteriores
Antes de que fuese lanzado el álbum, la Orquesta Sinfónica y Manuel García realizaron diversas temporadas musicales presentando el trabajo en distintos lugares del país.
El estreno de la obra se realizó el 10 y 11 de noviembre de 2006 en el Teatro Universidad de Concepción, con el aporte escenográfico del artista visual Luis Cuello y el director de orquesta José Luis Domínguez.
El 27 de diciembre de 2006, en el Centro Cultural Estación Mapocho de Santiago de Chile, se presentaron ante más de cinco mil personas, y al día siguiente, frente a más de 27 mil espectadores en la Plaza Sotomayor de Valparaíso, abriendo la segunda jornada de los Carnavales Culturales de Valparaíso 2006. Esta gira, que terminó el 19 de enero de 2007 con una función en el Foro del campus central de la Universidad de Concepción, en el marco de la Escuela de Verano, fue apoyada por la Fundación Víctor Jara, el mismo Centro Cultural Estación Mapocho, la Sociedad Chilena del Derecho de Autor y el Consejo Nacional de la Cultura y las Artes.
Posteriormente, el 22 de noviembre de 2008, la Orquesta realizó una presentación gratuita en el Centro Cultural Estación Mapocho en Santiago de Chile, con motivo del Día de la Música Nacional, junto con las presentaciones de otras veinte bandas y contando seis mil espectadores, entre ellos vecinos invitados de veinticinco barrios de la capital. La Orquesta estuvo conformada por 150 músicos en escena, entre instrumentistas (54 músicos profesionales), 70 coristas y solistas, además de la voz de Manuel García. El día anterior, la Orquesta también presentó su trabajo «Luis Advis sinfónico».

## Créditos
- Loreta Nass: grabación, ingeniera en sonido.[13]